# Янбаев, Шакир Махиянович
Янбаев Шакир Махиянович (19 ноября 1925 года — 3 июня 2005 года) — участник Великой Отечественной войны, башкирский писатель, журналист. С 1968 года — член КПСС, с 1972 году — член Союза писателей СССР. Кавалер ордена Отечественной войны 2‑й степени (1985).

## Биография
Янбаев Шакир Махиянович родился 19 ноября 1925 года в деревне Бикбулат Зилаирского кантона Башкирской АССР.
Писательская деятельность Шакира Янбаева началась в 60-е годы. В 1966 году выходит в свет его первый сборник рассказов «Роса на траве». Затем выпускаются новые книги «Напиток жизни», «Земля сокровищ», «Серебряная звездочка», куда вошли рассказы о простых тружениках, их внутреннем мире и незатейливых судьбах.
Роман «Голубой шатер», вышедший в 1976 году, показал, что в башкирскую литературу пришёл большой мастер слова. Роман в реалистической манере рассказывал о нелегком труде геологов, взаимоотношениях в рабочем коллективе.
Следующее крупное произведение Шакира Янбаева — роман «Ивы на реке Буй» повествует о сложных изменениях в жизни жителей башкирских деревень в связи со строительством крупной ГРЭС.
Награждён орденом Отечественной войны II степени (06.04.1985).

## Книги
- «Сок жизни».
- «Моя земля семью слоев».
- «Серебряная уздечка» (на русском языке)
- «Синий зонтик».